# Ракетний удар по Києву 10 жовтня 2022
Серія ракетних ударів по Києву сталася в понеділок 10 жовтня 2022 року о 8:00 за київським часом. Атаку здійснено ЗС РФ під час повномасштабного вторгнення до України. За міжнародним законом є воєнним злочином за статтею про порушення методів та засобів ведення війни. Унаслідок серії атак 49 осіб постраждали та 7 загинули.

## Хід подій

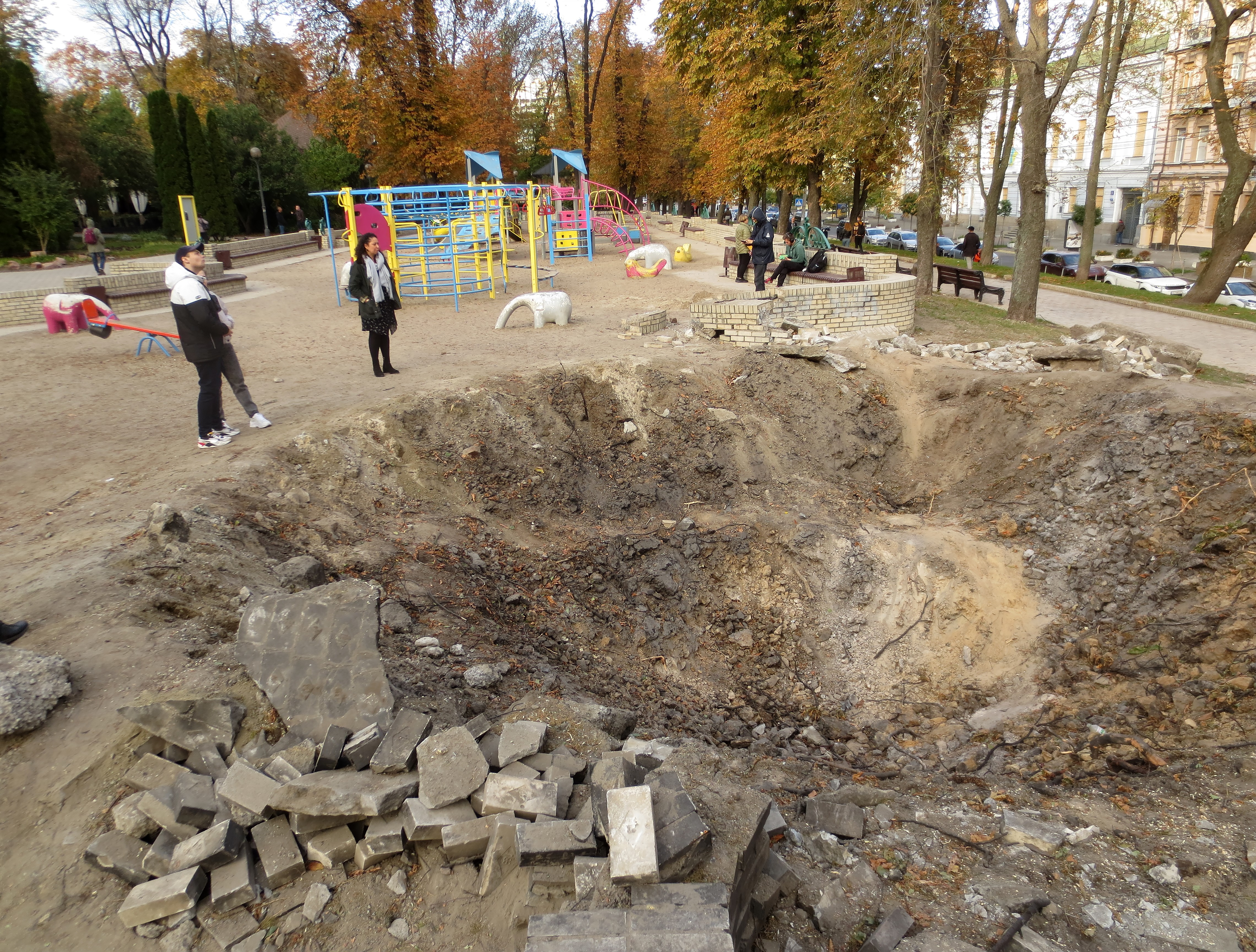
Кратер на дитячому майданчику в парку Шевченка

О 8:18 (UTC+3) понеділка 10 жовтня 2022 року в Шевченківському районі Києва пролунали три вибухи з інтервалом в 1-2 хвилини: перша ракета влучила поряд зі сходами до пам'ятника Магдебурзькому праву, що під пішохідно-велосипедним мостом через Володимирський узвіз, друга впала неподалік пам'ятника Михайлові Грушевському на перетині вул. Володимирської та бульвару Тараса Шевченка, через хвилину вибухнула третя ракета на дитячому майданчику в парку ім. Тараса Шевченка. О 8:15 росіяни нанесли ракетний удар по військовій частині у Святошинському районі Києва (вул. Відпочинку, 9-А), вибуховою хвилею пошкоджено господарські будівлі Святошинського дитячого будинку-інтернату та Святошинського психоневрологічного інтернату.
Кореспондент каналу BBC проводив пряме включення зі столиці України і саме у цей момент пролунав вибух і стало видно чорний дим. Журналіст знімав сюжет на фоні Софійського собору, після вибуху включення перервали.
Приблизно о 9:30 відбулася друга серія вибухів на критичних об'єктах інфраструктури. Три влучання сталися в Голосіївському районі Києва, зокрема по території Київської теплоелектроцентралі № 5, складу вторсировини на узбережжі Дніпра по вулиці Будіндустрії та в бізнес-центрі «101 Tower», що поряд зі Станцією теплопостачання № 1.
О 11:33 — у Деснянському районі Києва у складську будівлю поблизу Київської теплоелектроцентралі № 6.
Сигнал повітряної тривоги в Києві звучав у проміжку часу 06:47 — 12:24 і став найтривалішим від початку повномасштабного російського вторгнення на територію України.
Шевченківський район
В районі пошкоджено проїжджу частину бульвару Шевченка на перехресті Володимирської вулиці. 6 автомобілів загорілися, 15 були пошкоджені. Загинуло 6 осіб, 31 травмовано. Також сталися два влучання в різні об'єкти інфраструктури. Постраждали 3 людини. Одне з влучань зафіксовано поряд з мостом, постраждалих немає.
Святошинський район
Влучання в одноповерхову будівлю, травмовані три людини.
Голосіївський район
Сталися три влучання в різні критичні об'єкти інфраструктури. Одне з них — по школі, де зазнали часткового руйнування будівлі без подальшого горіння. Попередньо постраждала одна людина. У сусідньому житловому будинку — 13 постраждалих, 12 осіб врятовано та 24 евакуйовано.
Деснянський районВлучання в об'єкт критичної інфраструктури. Попередньо постраждала одна людина. Наслідки уточнюються.
Внаслідок обстрілів російським агресором об‘єктів критичної інфраструктури місцева влада була змушена вдатися до застосування тимчасових графіків аварійного відключення електропостачання споживачам у Києві та Київській області. Також частково обмежено електропостачання промисловим клієнтам та частині побутових клієнтів Києва та всієї області.
Ракетні обстріли одночасно супроводжувалися розтиражованими кремлівськими медіа тезами брехні, зокрема про те, як нібито «почався наступ з території Республіки Білорусь», а «Володимир Зеленський був евакуйований з Києва», чи «почалася масова евакуація співробітників посольств в Україні», або ж що «в Україні було повністю знищено всю інфраструктуру» тощо.

## Жертви
За даними МВС, унаслідок шести влучань у Києві було травмовано щонайменше 47 людей та загинуло 5.
Станом на наступний день було відомо про сімох загиблих та 49 поранених у місті.
Серед загиблих, що опинилися в епіцентрі вибуху на перетині бульвару Тараса Шевченка та вулиці Володимирської — полковник поліції, начальник відділу захисту критичної інфраструктури Департаменту кіберполіції Національної поліції України Юрій Заскока, співробітниця АТ «Укртелеком» Любов Авраменко та лікар-гематолог дитячої спеціалізованої лікарні «Охматдит» Оксана Леонтьєва, яка працювала у відділенні трансплантації кісткового мозку, де рятувала дітей хворих на рак крові. У жінки залишився 5-річний син Григорій, якого вона за кілька хвилин до трагедії завезла до дитячого садка. Дитина залишилася круглою сиротою. Його батько помер понад рік тому внаслідок тромбозу судин.

## Пошкодження культурної спадщини України

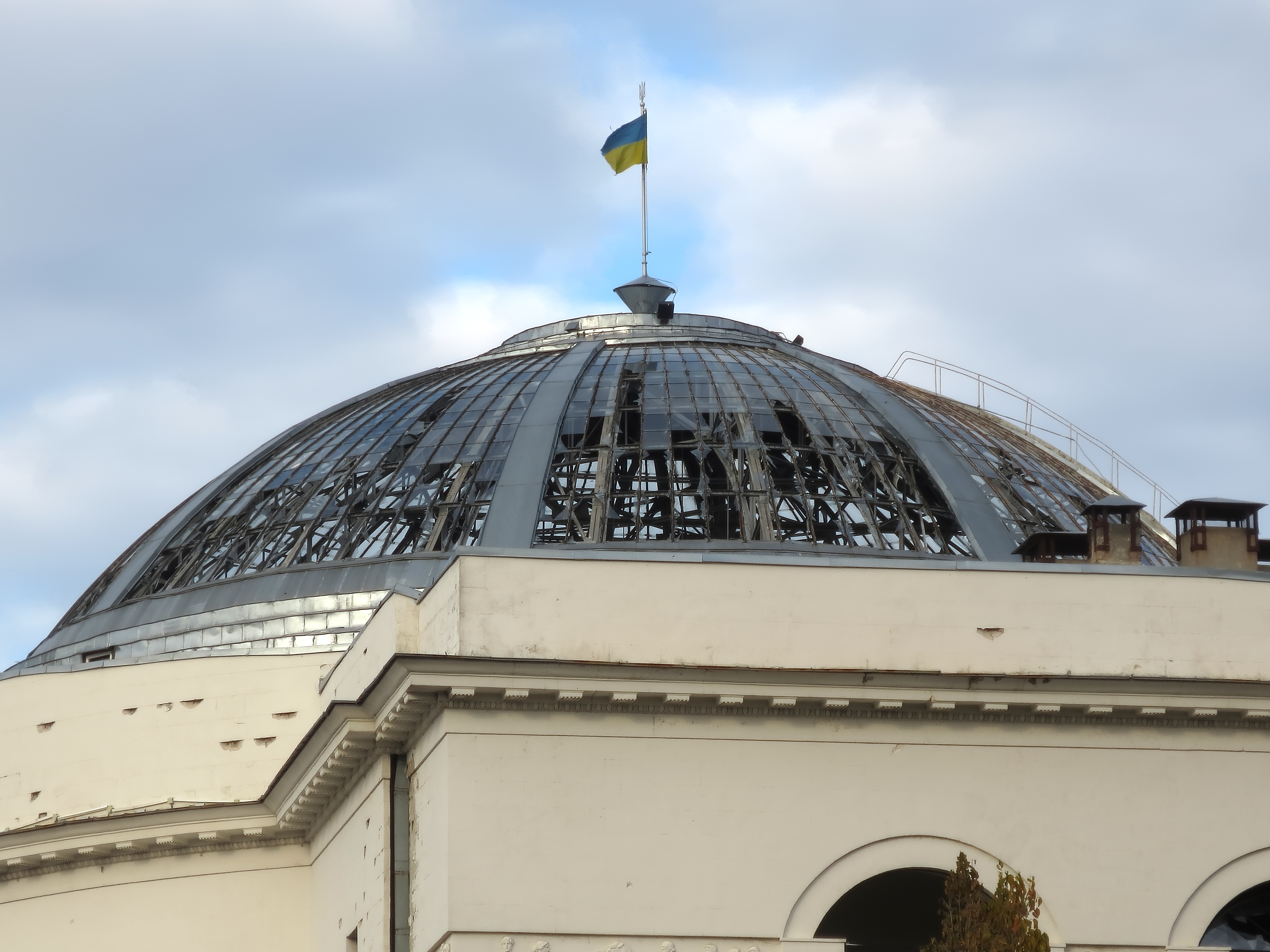
Купол Будинку учителя після удару

Росіяни пошкодили українські будівлі культурного та освітнього характеру, серед яких: КНУ ім. Шевченка (червоний корпус і корпус Інституту філології), Наукова бібліотека ім. Максимовича, Музей Шевченка, Київський будинок учителя (в якому розміщені Педагогічний музей та Музей Української революції 1917—1921 років), Інститут літератури ім. Шевченка НАН України, Інститут української археографії та джерелознавства ім. Грушевського, Національна філармонія України, Музей мистецтв імені Богдана та Варвари Ханенків. Також вибиті шибки мають Київська картинна галерея (де розміщується Національний науково-дослідний реставраційний центр України), Київські літературно-меморіальні музеї-квартира Миколи Бажана та Павла Тичини, Національний науково-природничий музей НАН України, Музей історії міста Києва.
Загалом внаслідок ранкових обстрілів у Києві зазнали пошкоджень різного ступеню низка об'єктів, зокрема: 45 житлових будинків, 5 об'єктів критичної інфраструктури та ЖКГ, 5 закладів охорони здоров'я, 6 закладів освіти (у т.ч. 1 дитячий садочок, 3 школи та 2 будівлі позашкільного виховання), 2 заклади соціальної сфери, 6 заклади культури та 2 адмінбудівлі).

## Оцінка подій
Ракетні удари не мали військової стратегії та ніяк не допомогли лінії фронту. Натомість удари були спрямовані на середмістя та цивільну інфраструктуру, можливо, з метою залякування України та її союзників у НАТО, нівелюючи величезні успіхи, досягнуті українськими військовими на полі бою. Зазначається, що російський президент сподівається, що таке залякування може бути достатньо, щоб компенсувати слабкість його збройних сил на полі бою.
Військові експерти вважають, що російські війська навмисно завдають ударів саме по цивільним, а не військовим об'єктам. Генерал-майор австралійської армії у відставці Мік Раян зазначив, що російська армія постійно програє в польових умовах Україні. Тому, як бачимо, єдина її відповідь — це вдосконалення систематичної кампанії звірств проти мирного населення України. Дослідник Conflict Intelligence Team Кирило Михайлов класифікував обстріл актом терору і сказав, що удар по проїжджій частині з найбільшою інтенсивністю руху мирного населення було зроблено свідомо. Старший науковий співробітник Інституту зовнішньополітичних досліджень Роб Лі вважає, що російська влада спеціально використовує обмежений запас крилатих ракет для ураження символічних для українців невійськових цілей.